# Gion Caviezel
Gion Caviezel (...) è un ex bobbista svizzero.

## Biografia
Ai campionati mondiali vinse una medaglia di bronzo nel 1970, nel bob a due con Hans Candrian.